# Mammola

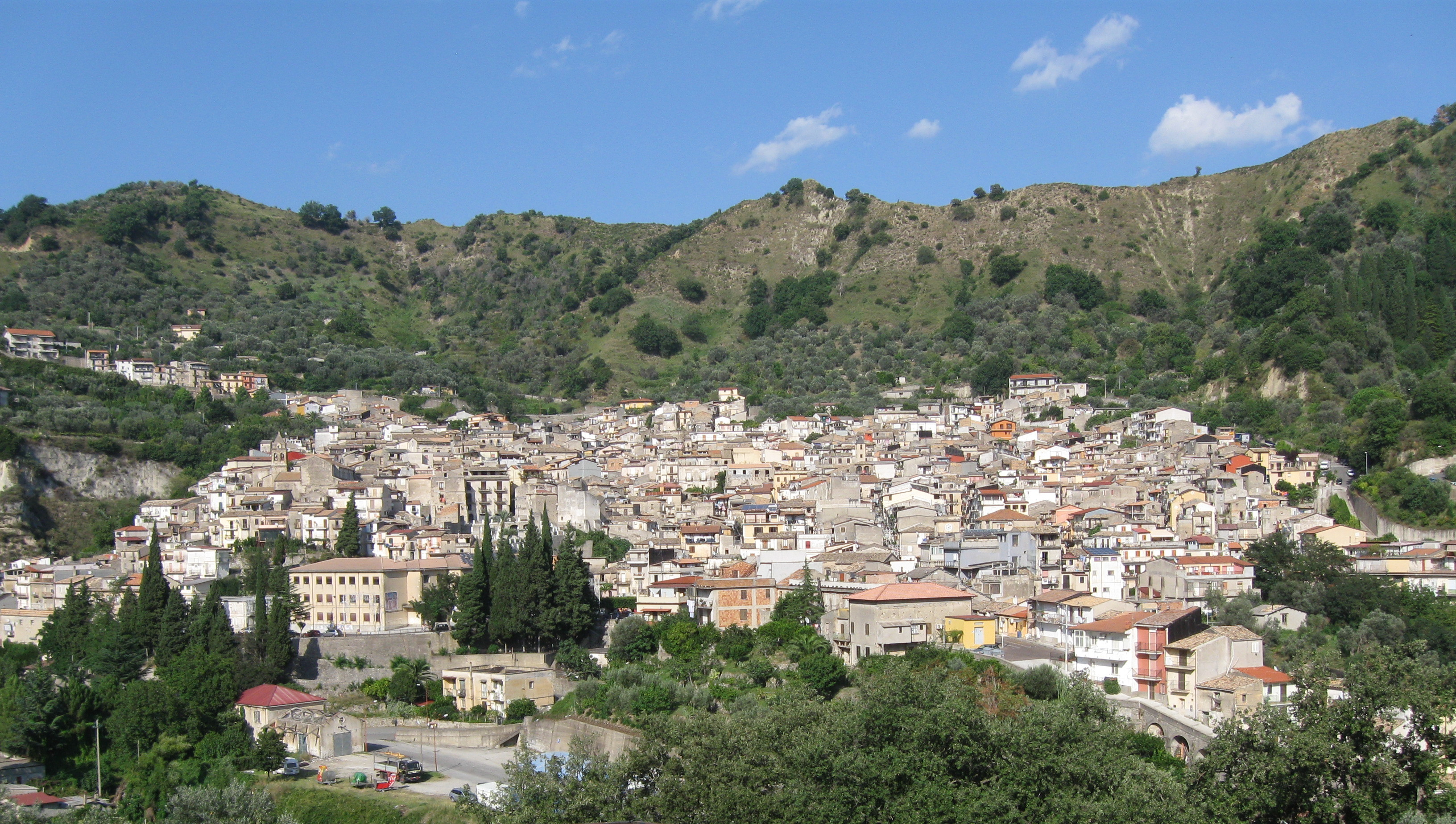
Panorama von Mammola

Mammola ist eine italienische Stadt in der Metropolitanstadt Reggio Calabria in Kalabrien mit 2426 Einwohnern (Stand 31. Dezember 2023).

## Lage und Daten
Mammola liegt 91 km nordöstlich von Reggio Calabria. Der Ort liegt an der nordöstlichen Seite des Aspromonte auf einem Hügel. Die Nachbargemeinden sind Agnana Calabra, Canolo, Cinquefrondi, Galatro, Giffone, Grotteria, San Giorgio Morgeto und Siderno. Die Ortsteile sind Borgo Chiusa, San Todaro, Aspalmo, Neblà, Russo, Acone, Malafrinà, Piani di Canalo, Cerasara, San Filippo und Sansone.
Der Bahnhof Mammola war Endpunkt der schmalspurigen Bahnstrecke Gioiosa Jonica–Mammola.

## Geschichte
Der Ort war seit der Zeit von Magna Graecia bewohnt und seine Entstehung geht auf das 5. bis 4. Jahrhundert v. Chr. zurück. Die Siedlung entstand auf den Ruinen von Malèa (Μαλέα im Altgriechischen), eine Kolonie der antiken Stadt Locri Epizefiri, die von Thukydides erwähnt wurde. Die Siedlung wurde im späten 10. Jahrhundert weiterentwickelt, in der Zeit zwischen 950 und 986 n. Chr., um den Angriffen der Sarazenen an der Küste entgehen zu können.

## Sehenswürdigkeiten
In Mammola befindet sich ein Besucherzentrum des Nationalparks Aspromonte. Auf der Hochfläche von Limina steht der Santuario di San Nicodemo, das Heiligtum des Hl. Nicodemo da Cirò.

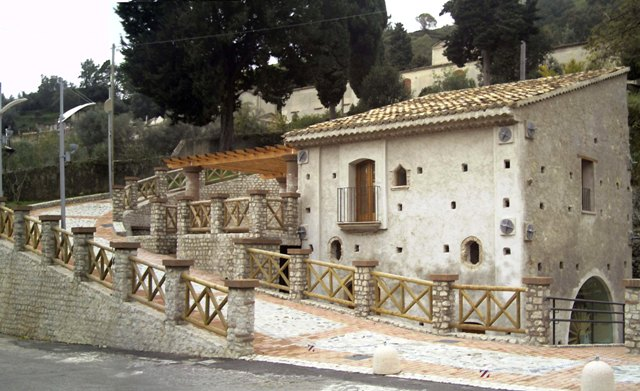
Besucherzentrum des Aspromonte
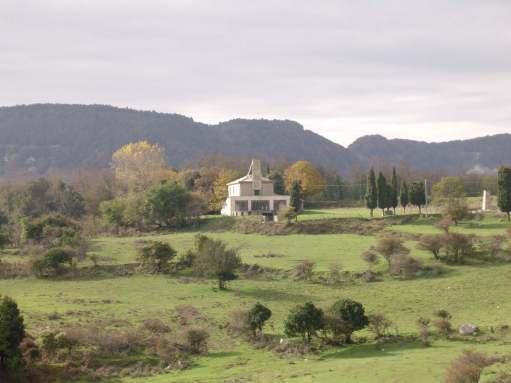
Santuario di San Nicodemo
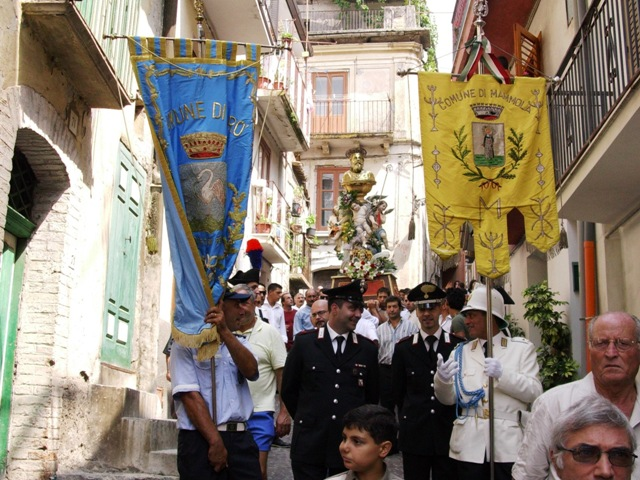
San-Nicodemo-Prozession in Mammola

## Gastronomie

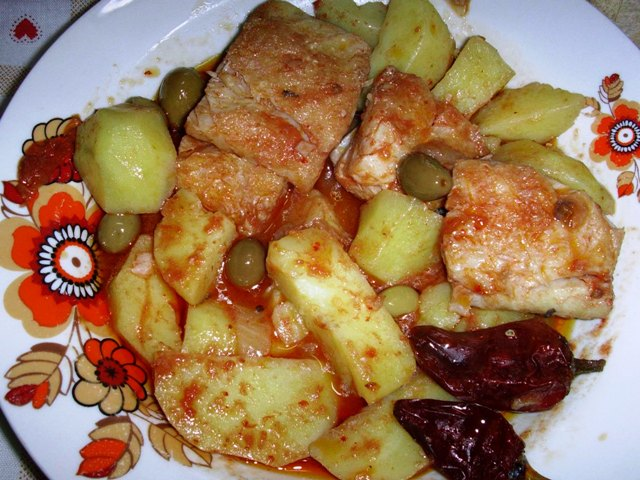
Stocco di Mammola

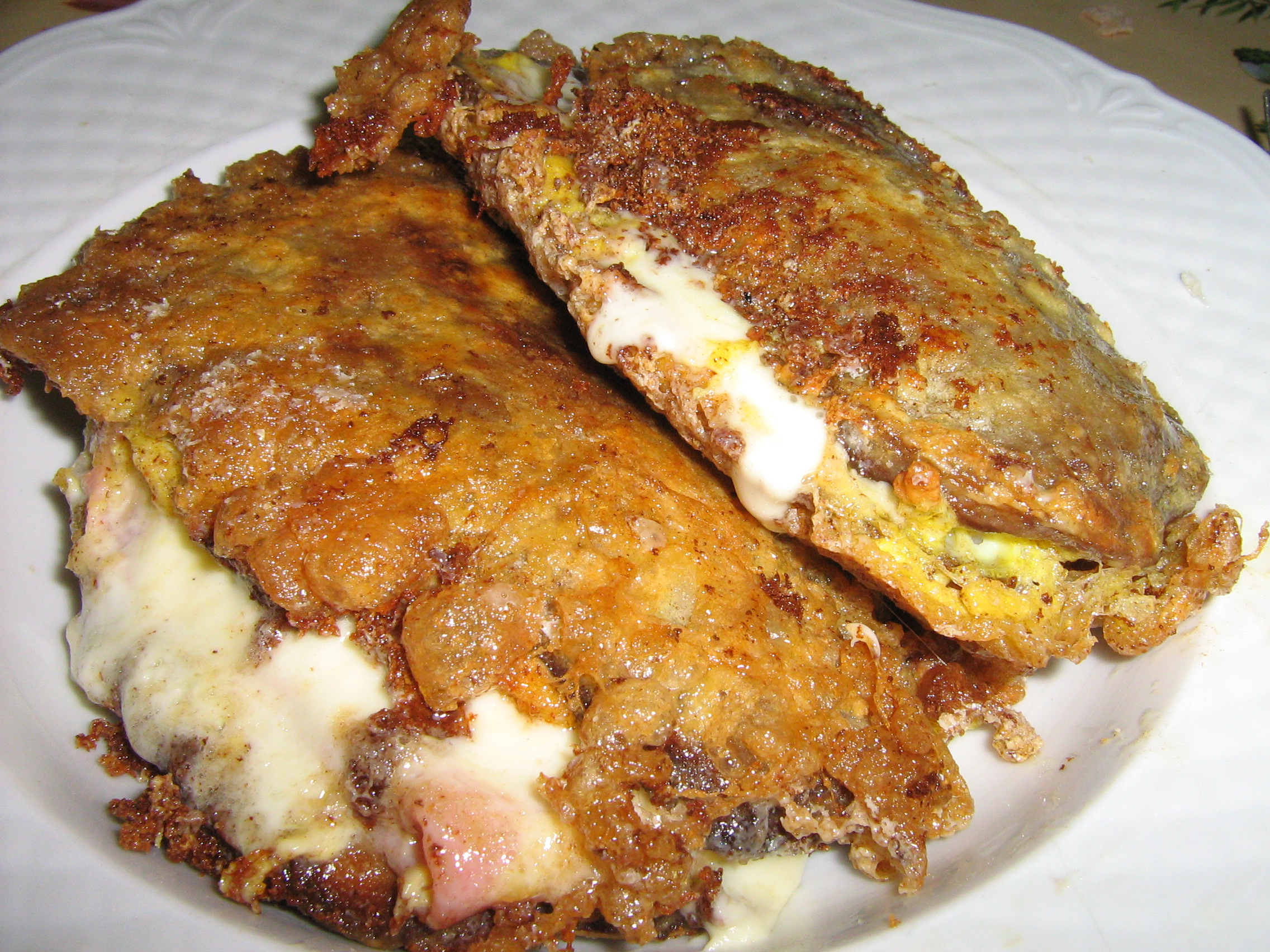
Melanzane ripiene

Mammola hat eine traditionelle kulinarische Kultur mit typischer Berg- und Bauernküche. Typische Produkte sind:
- Stocco alla mammolese (Stockfisch nach Mammola-Art)
- frische und geräucherte Ricotta aus Ziegenmilch
- Gefüllte Auberginen
- scharfe Salami mit wildem Fenchel und andere Wurstsorten
- diverse Pilzgerichte

Dem Stocco verdankt das Dorf wegen dessen handwerklichen Verarbeitung und Wässerung in hochwertigem Quellwasser den Namen Dorf des Stockfisches. Seit 1978 findet hier jeden 9. August die Sagra dello Stocco (Stockfischfest) statt.

## Andere gastronomische Veranstaltungen
- Fest der geräucherten Ricotta (Juli)
- Fest des Pilzes und der Bergprodukte (am letzten Sonntag im Oktober)

## Söhne und Töchter
- Vincenzo Cotroni (1920–1984), Mafioso
- Nick Mancuso (* 1948), kanadischer Schauspieler
- Maria Carmela Lanzetta (* 1955), italienische Politikerin